# Peter Boyle
Peter Lawrence Boyle (Philadelphia, 18 oktober 1935 – New York, 12 december 2006) was een Amerikaanse acteur.

## Levensloop
Zijn eerste rol van betekenis was die van Joe uit de gelijknamige film uit 1970. In die tijd een controversiële film vanwege het taalgebruik en geweld. Rond deze periode werd Boyle bevriend met actrice Jane Fonda, en nam hij samen met haar deel aan verscheidene protestacties tegen de Vietnamoorlog.
In 1971 weigerde Boyle de hoofdrol in de politiefilm The French Connection. De jonge Gene Hackman accepteerde de rol wel en won er vervolgens een Academy Award mee. In 1974 had Boyle een rol in Young Frankenstein van Mel Brooks en in 1977 in de televisiefilm Tail Gunner Joe.
Boyle werd vaak gecast in bijrollen en was meer een karakteracteur dan een acteur die een hele film kon dragen. Enkele van zijn bekendste rollen waren die in Taxi Driver, The Dream Team en The Shadow. In 1996 won hij een Emmy Award voor zijn rol in Clyde Bruckman's Final Repose, een aflevering uit de televisieserie The X-Files. Boyle speelde Clyde Bruckman.
Boyle speelde van 1996 tot 2005 de rol van Frank Barone, de vader van Ray, in de komische televisieserie Everybody Loves Raymond. Hiervoor werd hij verscheidene malen voor een Emmy Award genomineerd.
Boyle was bevriend met voormalig Beatles-zanger John Lennon, die Boyle's getuige was tijdens diens huwelijk in 1977. Boyle was tot zijn dood getrouwd met Loraine Alterman.
In 1990 werd hij getroffen door een beroerte, waardoor hij een half jaar niet kon praten. Peter Boyle overleed in 2006 op 71-jarige leeftijd in het New York Presbyterian Hospital aan de gevolgen van de ziekte van Kahler en hartziekten.

## Filmografie
- The Gorup (1966) – rol onbekend (niet op aftiteling)
- The Virgin President (1968) – Gen. Heath
- Medium Cool – (1969) – Gun Clinic Manager
- The Monitors (1969) – productiemanager
- Comedy Tonight (televisieserie) – vaste performer (1970)
- Joe (1970) – Joe Callan
- Diary of a Mad Housewife (1971) – man in groepstherapie-sessie
- T.R. Baskin (1971) – Jack Mitchell
- The Candidate (1972) – Marvin Luces
- Ghost in the Noonday Sun (1973) – Ras Mohammed
- Steelyard Blues (1973) – Eagle Thornberry
- Slither (1973) – Barry Fenaka
- The Friends of Eddie Coyle (1973) – Dillon
- Kid Blue (1973) – Preacher Bob
- The Man Who Could Talk to Kid (televisiefilm, 1973) – Charlie Datweiler
- Crazy Joe (1974) – Joe
- Young Frankenstein (1974) – The Monster
- Taxi Driver (1976) – Wizard
- Saturday Night Live (televisieserie) – gastheer (afl. 1.13, 1976)
- Swashbuckler (1976) – Durant
- Tail Gunner Joe (televisiefilm, 1977) – Sen. Joseph McCarthy
- F.I.S.T. (1978) – Max Graham
- The Brink's Job (1978) – Joe McGinnis
- Hardcore (1979) – Andy Mast
- From Here to Eternity (miniserie, 1979) – Fatso Judson
- Beyond the Poseidon Adventure (1979) – Frank Mazzetti
- Where the Buffalo Roam (1980) – Carl Lazlo, Esq.
- In God We Tru$t (1980) – Dr. Sebastian Melmoth
- Outland (1981) – Sheppard
- Hammett (1982) – Jimmy Ryan
- Yellowbeard (1983) – Moon
- Johnny Dangerously (1984) – Jocko Dundee
- Turk 182! (1985) – Det. Ryan
- Joe Bash (televisieserie) – Joe Bash (1986)
- Conspiracy: The Trial of the Chicago 8 (televisiefilm, 1987) – David Dellinger
- Surrender (1987) – Jay
- Echoes in the Darkness (televisiefilm, 1987) – Sgt. Joe Van Nort
- Walker (1987) – Cornelius Vanderbilt
- The In Crowd (1988) – Uncle Pete
- Cagney & Lacey (televisieserie) – Phillip Greenlow (afl. "A Class Act", 1988)
- Red Heat (1988) – Cmdr. Lou Donnelly
- Disaster at Silo 7 (televisiefilm, 1988) – Gen. Sanger
- The Dream Team (1989) – Jack McDermott
- Speed Zone! (1989) – Police Chief Spiro T. Edsel
- Guts and Glory: The Rise and Fall of Oliver North (televisiefilm, 1989) – Adm. John Poindexter
- Midnight Caller (televisieserie) – J.J. Killian (1989–1991)
- 27 Wagons Full of Cotton (video, 1990) – Jake
- Challenger (televisiefilm, 1990) – Roger Boisjoly
- Poochinski (televisiefilm, 1990) – Stanley Poochinski
- Solar Crisis (1990) – Arnold Teague
- The Tragedy of Flight 103: The Inside Story (televisiefilm, 1990) – Fred Ford
- Men of Respect (1991) – Matt Duffy
- Kickboxer 2: The Road Back (1991) – Justin
- Nervous Ticks (1992) – Ron Rudman
- In the Line of Duty: Street War (televisiefilm, 1992) – Det. Dan Reilly
- Death and the Compass (1992) – Erik Lonnrot
- Flying Blind (televisieserie) – Alicia's vader (afl. "Dad", 1992)
- Honeymoon in Vegas (1992) – Chief Orman
- Malcolm X (1992) – Captain Green
- Tribeca (televisieserie) – Harry (afl. "The Hopeless Romantic", 1993)
- Flying Blind (televisieserie) – Alicia's vader (afl. "The Spy Who Came in from the Old", 1993)
- Taking the Heat (televisiefilm, 1993) – rechter
- Royce (televisiefilm, 1994) – Huggins
- Philly Heat (televisieserie) – Stanislas Kelly (1994)
- The Shadow (1994) – Moe Shrevnitz
- Killer (1994) – George
- The Santa Clause (1994) – Mr. Whittle
- Lois & Clark: The New Adventures of Superman (televisieserie) – Bill Church (afl. "Church of Metropolis", 1994)
- NYPD Blue (televisieserie) – Dan Breen (5 afl., 1994–1995)
- Exquisite Tenderness (1995) – Lt. McEllwaine
- Born to Be Wild (1995) – Gus Charnley
- While You Were Sleeping (1995) – Ox Callaghan
- Lois & Clark: The New Adventures of Superman (televisieserie) – Bill Church (afl. "We Have a Lot to Talk About", 1995)
- The X-Files (televisieserie) – Clyde Bruckman (afl. "Clyde Bruckman's Final Repose", 1995)
- In the Lake of the Woods (televisiefilm, 1996) – Tony Carbo
- Final Vendetta' (1996) – Jat Glass
- Milk & Money (1996) – Belted Galloway
- The Single Guy (televisieserie) – Walter (afl. "Pop", 1996)
- Everybody Loves Raymond (televisieserie) – Frank Barone (201 afl., 1996–2005)
- The Single Guy (televisieserie) – Walter (afl. "Like Father...", 1997)
- That Darn Cat (1997) – Pa
- A Deadly Vision (televisiefilm, 1997) – Det. Salvatore DaVinci
- Cosby (televisieserie) – Frank Barone (afl. "Lucas Raymondicus", 1997)
- Species II (1998) – Dr. Herman Cromwell
- Dr. Dolittle (1998) – Calloway
- The King of Queens (televisieserie) – Frank Barone (afl. "Road Rayge", 1998)
- Monster's Ball (2001) – Buck Grotowski
- The Cat Returns (2002) – Muta (voice-over)
- The Adventures of Pluto Nash (2002) – Rowland
- The Santa Clause 2 (2002) – Father Time (niet op aftiteling)
- Master Spy: The Robert Hanssen Story (televisiefilm, 2002) – Howard Hanssen
- Scooby-Doo 2: Monsters Unleashed (2004) – Old Man Wickles
- Tripping the Rift (televisieserie) – Alien Gray Male (afl. "Roswell", 2005)
- The Santa Clause 3: The Escape Clause (2006) – Father Time
- Shadows of Atticus (2007, post-productie) – Poovey